# Rudolf Kramoliš
Rudolf Kramoliš (12. října 1957 Hlohovec – 3. ledna 2015 tamtéž) byl československý fotbalista, útočník a záložník.
Zemřel následkem vleklé choroby 3. ledna 2015 ve věku 57 let ve slovenském Hlohovci.

## Fotbalová kariéra
V československé lize hrál za Spartak Trnava, Plastiku Nitra a Inter Bratislava. Nastoupil k 266 ligovým utkáním a dal 49 gólů. V Poháru vítězů pohárů nastoupil ve 3 utkáních. Za československou olympijskou reprezentaci nastoupil ve 4 utkáních a dal 2 góly, za reprezentaci do 18 let nastoupil ve 14 utkáních a dal 6 gólů. Do ligové Trnavy přišel z Hlohovce.

## Ligová bilance
| Ročník                                      | Zápasy | Góly | Minuty | Klub             |
| ------------------------------------------- | ------ | ---- | ------ | ---------------- |
| 1. československá fotbalová liga 1974/75    | 12     | 4    | -      | Spartak Trnava   |
| 1. československá fotbalová liga 1975/76    | 6      | 0    | -      | Spartak Trnava   |
| 1. československá fotbalová liga 1976/77    | 15     | 1    | -      | Spartak Trnava   |
| 1. československá fotbalová liga 1977/78    | 13     | 1    | 938    | Spartak Trnava   |
| Česká národní fotbalová liga 1978/79        | -      | -    | -      | VTJ Tachov       |
| 1. československá fotbalová liga 1979/80    | 15     | 6    | 1204   | Spartak Trnava   |
| 1. československá fotbalová liga 1980/81    | 25     | 3    | 1655   | Spartak Trnava   |
| 1. československá fotbalová liga 1981/82    | 29     | 5    | 2551   | Plastika Nitra   |
| 1. československá fotbalová liga 1982/83    | 29     | 7    | 2560   | Plastika Nitra   |
| 1. československá fotbalová liga 1983/84    | 24     | 8    | 2118   | Plastika Nitra   |
| 1. slovenská národní fotbalová liga 1984/85 | 11     | 3    | -      | Plastika Nitra   |
| 1. československá fotbalová liga 1984/85    | 14     | 0    | 1167   | Inter Bratislava |
| 1. československá fotbalová liga 1985/86    | 28     | 3    | 2355   | Inter Bratislava |
| 1. slovenská národní fotbalová liga 1986/87 | 26     | 8    | -      | Inter Bratislava |
| 1. československá fotbalová liga 1987/88    | 29     | 9    | 2557   | Inter Bratislava |
| 1. československá fotbalová liga 1988/89    | 27     | 2    | 2207   | Inter Bratislava |
| 1. LIGA CELKEM                              | 266    | 49   | -      |                  |